# Rubens Josué da Costa
Rubens Josué da Costa, detto Rubens (San Paolo, 24 novembre 1928 – Rio de Janeiro, 31 maggio 1987), è stato un calciatore brasiliano, di ruolo centrocampista.

## Caratteristiche tecniche
Giocava come centrocampista offensivo o attaccante. In campo, si faceva notare per la sua tecnica e per l'abilità nei dribbling, rapidi ed efficaci, svolti spesso in uno spazio ristretto del rettangolo di gioco. Si guadagnò il soprannome di Doutor Rúbis per via della sua perizia nel controllare il pallone.

## Carriera

### Club
Giocò i primi anni della sua carriera all'Ypiranga, club che difese fino al 1948. Tra il 1949 e il 1950 militò nei ranghi della Portuguesa, con cui fece parlare di sé a fianco di vari compagni di squadra, che successivamente avrebbero tutti giocato in Nazionale. Passato al Flamengo, vi debuttò nel 1951 con una prestazione rilevante, dato che fu uno degli artefici della vittoria sui rivali cittadini del Vasco da Gama, contro cui il Flamengo non vinceva da sette anni. Il proseguimento dell'attività lo vide aggiudicarsi tre campionati statali in successione, riuscendo così a interrompere la striscia positiva che il Vasco — con il cosiddetto Expresso da Vitória — aveva inaugurato anni prima. A causa di incomprensioni con il tecnico Manuel Fleitas Solich, però, venne messo fuori squadra e dovette lasciare la società rossonera — proprio per andare al Vasco. Vinse nuovamente un campionato Carioca, per poi andare a chiudere la carriera nello stato di San Paolo, ove morì nel 1987 a causa di un carcinoma del polmone.

### Nazionale
Giocò solo due partite con la Nazionale, di cui una al Campionato Panamericano 1952; tuttavia, in questa competizione riuscì a conquistare, con la sua selezione, il primo posto. Fu poi convocato per il campionato del mondo 1954, dove, da riserva, non riuscì a fare il suo debutto.

## Palmarès

### Club

#### Competizioni nazionali
- Campionato Carioca: 4

Flamengo: 1953, 1954, 1955
Vasco da Gama: 1958
- Torneo Rio-San Paolo: 1

Vasco da Gama: 1958

### Nazionale
- Campionato Panamericano: 1

1952